# Меннерс-Саттон, Чарльз
Чарльз Меннерс-Саттон (англ. Charles Manners-Sutton; 14 февраля 1755 — 21 июля 1828, Лондон, Соединённое королевство Великобритании и Ирландии) — 89-й архиепископ Кентерберийский (1805—1828).

## Биография

### Происхождение
Родился 14 февраля 1755 года под именем Чарльз Меннерс. Четвёртый сын лорда Джорджа Меннерса (1723—1783) и его жены Дианы (умерла в 1767), дочери Томаса Чаплина Блэнкни из Линкольншира; внук Джона Меннерса, 3-го герцога Ратленд. В 1762 году отец Чарльза принял вторую фамилию Саттон в связи с получением им в наследство имений своего деда по материнской линии — Роберта Саттона, 2-го барона Лексинтона.

### Ранние годы
Учился в школе Чартерхаус, в 1773 году был зачислен в кембриджский колледж Эммануэль, в 1777 году получил степень бакалавра искусств (BA), в 1780 — магистра искусств (MA), в 1792 — доктора богословия (DD).
В 1791 году стал деканом собора Питерборо, в 1792 году — епископом Норвичским. В 1794 году, оставаясь епископом, стал деканом Виндзора (то есть настоятелем домовой часовни Святого Георгия в Виндзорском замке) на временной основе («in commendam»), что свидетельствовало о его влиянии при дворе. В 1803 году, в период угрозы французского десанта на Британских островах, Меннерс-Саттон рекомендовал духовенству своей епархии доводить до сознания бедняков опасность, которую представляет лично для них иностранное вторжение, но одновременно предостерегал священников против вступления в ополчение и оборонительный корпус. В тот же период он попал в сложное финансовое положение и подвергался критике за экстравагантный образ жизни.

### Архиепископ Кентерберийский
В 1805 году умер архиепископ Кентерберийский Мур, и король Георг III лично добился от премьер-министра Уильяма Питта назначения на освободившуюся кафедру Меннерс-Саттона, хотя Питт благоволил епископу Линкольнскому Джорджу Претиман-Томлайну.
В новой должности Меннерс-Саттон оказался связан с деятельностью такой примечательной институции «высокой церкви», как «Фаланга Хокни», влияние которой он использовал для поддержки существовавших в то время церковных благотворительных организаций и создания новых. Общество продвижения христианского знания было реорганизовано, а в 1811 году основано Национальное общество поддержки образования для бедных, в его руководстве состоял и сам Мэннерс-Саттон. Архиепископ также часто председательствовал в заседаниях Объединённого общества строительства церквей (Incorporated Church Building Society) и содействовал возрождению Общества распространения Евангелия. Активный участник Фаланги хокни Томас Миддлтон стал первым англиканским епископом в Индии, получив Калькуттскую кафедру.
С 1809 года архиепископ занимался вопросами финансирования церкви, активно работая в Палате лордов. В 1818 году он участвовал в проведении через парламент Акта о строительстве церквей, в соответствии с которым законодатели выделили из государственного бюджета 1 млн фунтов на строительство англиканских церквей. Распределением этих денежных средств занималась специально созданная комиссия (Меннерс-Саттон безуспешно пытался добиться положения о формировании этой комиссии преимущественно из священников).
Много внимания архиепископ уделял поддержке высшего образования. Он пожертвовал 1000 фунтов в пользу Королевского колледжа в Лондоне и убедил короля Георга IV присвоить ему именно такое название. Меннерс-Саттон также использовал своё влияние в интересах учреждения Колледжа святого Давида в Лампетере (Уэльс, 1822 год) и Королевского колледжа в Галифаксе (Новая Шотландия, Канада).

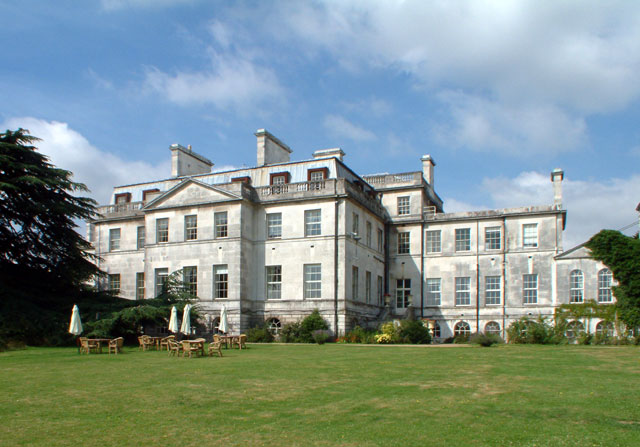
Эддингтонский дворец

В 1814 году Меннерс-Саттон был назначен главой Фонда помощи Германии, который занимался распределением 100 тыс. фунтов, выделенных парламентом на оказание помощи германским государствам, переживавшим в последний год наполеоновских войн серьёзные экономические сложности. В 1816 году архиепископ участвовал в неудачной попытке возродить Ассоциацию помощи бедным ремесленникам и рабочим, учреждённую в 1812 году, также некоторое время проявлял сочувствие идеям Роберта Оуэна, предполагавшего победить бедность посредством расселения нуждающихся в кооперативных сообществах.
Меннерс-Саттон в сотрудничестве с епископом Лондонским Уильямом Хоули и видным мирским активистом высокой церкви Джошуа Уотсоном произвёл меритократическую революцию в англиканской церкви, содействуя продвижению талантливых молодых священнослужителей незнатного происхождения. Архиепископ был активным участником совета по наблюдению за состоянием здоровья Георга III, поддержал билль о разрешении развода Георга IV, выступал против католической эмансипации, но при этом поддерживал отмену актов о присяге.
Архиепископ Меннерс-Саттон уделял также много внимания управлению имуществом Кентерберийской кафедры. В 1808 году он приобрёл Эддингтон Плейс в качестве загородной резиденции архиепископов, взамен дворца в Кройдоне, проданного в 1780 году.
Меннерс-Саттон публиковал две проповеди в 1794 и 1797 годах и обращение к духовенству Норвичской епархии в 1803 году. Кроме того, он описал пять видов заразихи и опубликовал эту работу в «Трудах Лондонского Линнеевского общества» (Transactions of the Linnean Society of London, 1797 год).
Умер 21 июля 1828 года в Ламбетском дворце и похоронен 29 июля в Эддингтонской приходской церкви.

### Семья
В 1778 году Чарльз женился на Мэри Торотон, дочери Томаса Торотона из Скриветона (Ноттингемшир). У супругов были двое сыновей и десять дочерей. Один из сыновей, Чарльз, стал видным деятелем тори, спикером британской Палаты общин в 1817—1835 годах.

### Рекомендуемая литература
- E. Churton, ed., Memoir of Joshua Watson, 2 vols. (1861)
- E. A. Varley, The last of the prince bishops: William Van Mildert and the high church movement of the early nineteenth century (1992)
- C. Dewey, The passing of Barchester (1991)
- M. H. Port, Six hundred new churches: a study of the church building commission, 1818—1856, and its church building activities (1961)
- H. J. Burgess, Enterprise in education (1958)
- A. W. Rowden, The primates of the four Georges (1916)
- The diary of a country parson: the Reverend James Woodforde, ed. J. Beresford, 3-4 (1927—1929)
- P. Collinson and others, eds., A history of Canterbury Cathedral, 598—1982 (1995)
- C. Manners-Sutton, An address to the clergy of the diocese of Norwich (1803)